# Oxylos
Oxylos (grek. Ὄξυλος) var en rustik gudomlighet över bergsskogar i grekisk mytologi.  Han var son till Oreios och var gift med sin egen syster Hamadryas. Tillsammans med systern fick de åtta döttrar som var de första hamadryaderna; Karya, Balanos, Kraneia, Morea, Aigeiros, Ptelea, Ampelos och Sykê. Alla åtta hade en egen växt- eller trädart.